# Falcon Entertainment
Falcon Entertainment (más conocido como Falcon Studios), tiene su base en San Francisco, California, es uno de los más grandes productores de películas pornográficas gay. Fundado en 1971 por Chuck Holmes, Falcon es uno de los nombres más reconocidos del porno gay. Actualmente, los dueños de sus tres principales competidores en Estados Unidos, Hot House Entertainment, Colt Studios y Channel One Releasing (Steven Scarborough,  John Rutherford  y Chi Chi LaRue,  respectivamente) fueron directores que trabajaron en Falcon Studios.

## Directores principales
- Chi Chi LaRue
- John Rutherford
- Steven Scarborough
- Chris Steele
- Matt Sterling a.k.a. Bill Clayton

## Actores principales
| - Aaron Austin - Adam Hart - Aiden Shaw - Al Parker - Arpad Miklos - Benjamin Bradley - Billy Brandt - Brad Patton - Topher DiMaggio - Brad Stone - Brent Corrigan - Brent Everett - Buster - Casey Donovan - Chad Donovan - Chad Douglas |  | - Chad Hunt - Cade Maddox - Chip Daniels - Christian Fox - Christy Twins - Claude Jourdan - Cody Foster - Colby Taylor - Cole Carpenter - Cort Jensen - Cort Stevens - Derrick Vinyard - Dick Fisk - Erik Rhodes - Ethan Kage |  | - Giorgio Canali - Gordon Grant - Gus Mattox - Hal Rockland - Jason Adonis - Jeff Hammond - Jeremy Hall - Joey Stefano - Johan Paulik - John Davenport - John Holmes - Blake Harper - Johnny Hanson - Jon King - Josh Weston - Ken Ryker - Kevin Dean - Kevin Williams |  | - Kip Noll - Kris Lord - Kristen Bjorn - Lee Ryder - Leo Ford - Mandingo - Marc Williams - Marco Rossi - Mason Wyler - Matt Gunther - Matthew Rush - Matt Sánchez - Maxx Diesel - Michael Lucas - Matt Ramsey (Peter North) - Pierre Fitch - Ralph Woods |  | - Rex Chandler - Rick Donovan - Rod Phillips - Roger - Roman Heart - Sean Davis - Sean Zevran - Sebastian Kroos - Shane Rockland - Sky Dawson - Steve Fox - Tag Adams - Timothy J. Boham - Treton Ducati - Tom Chase - Ted Matthews - Vince Rockland - Viktor Rom - Zak Spears - Apolo Adrii |